# Dan Greaney
Dan Greaney  es un guionista de televisión estadounidense, principalmente reconocido por su trabajo en la serie animada Los Simpson. Fue contratado durante la séptima temporada, pero la abandonó en la undécima temporada. Regresó al equipo de guionistas de Los Simpson durante la decimotercera temporada. Según los comentarios de DVD, antes de trabajar en Los Simpson, Greaney trabajaba como abogado y había analizado la posibilidad de mudarse a Kiev, Ucrania para trabajar en una nueva compañía en crecimiento. Dijo que "Los Simpson me salvó de ello".

## Trabajo como guionista

### Episodios deLos Simpson
Greaney ha escrito los siguientes episodios:
- King-Size Homer
- Summer of 4 Ft. 2
- Treehouse of Horror VII (The Genesis Tub)
- My Sister, My Sitter
- The Simpsons Spin-Off Showcase (The Love-Matic Grampa)
- Realty Bites
- This Little Wiggy
- I'm With Cupid
- Thirty Minutes Over Tokyo
- Bart to the Future
- 'Scuse Me While I Miss the Sky
- I, D'oh-Bot
- Bonfire of the Manatees

### Pilotos de series televisivas
Dan trabajó en pilotos de series televisivas en los dos años en que dejó de trabajar para Los Simpson: 
- The Michael Richards Show-Cocreador
- Elephants-Consultor
- Retro Man-Guionista
- Average Family-Creador, Escritor